# Arnie Robinson
Arnie Robinson (San Diego, California, 7 de abril de 1948 - Ibidem., 1 de diciembre de 2020) fue un atleta estadounidense, especializado en la prueba de salto de longitud en la que llegó a ser campeón olímpico en 1976.

## Carrera deportiva
En los JJ. OO. de Montreal 1976 ganó la medalla de oro en el salto de longitud, con un salto de 8.35 metros, superando al también estadounidense Randy Williams (plata con 8.11 m) y al alemán Frank Wartenberg (bronce con 8.02 metros).